# Alain-Philippe Malagnac d’Argens de Villele
Alain-Philippe Malagnac d’Argens de Villèle (*  16. Juli 1951; † 16. Dezember 2000 in Saint-Étienne-du-Grès) war ein französischer Filmschauspieler und Kunstsammler. Er war der Ehemann der Sängerin Amanda Lear und stand in einer langjährigen homosexuellen Beziehung zu dem französischen Schriftsteller Roger Peyrefitte, der ihn adoptierte und in dessen Werken er immer wieder vorkommt.

## Biographie
Geboren als Spross einer französischen Adelsfamilie, spielte Malagnac d’Argens de Villèle 1964 in einer Nebenrolle in dem preisgekrönten Film Heimliche Freundschaften (Originaltitel: Les amitiés particulières), der auf einem autobiographischen Roman Roger Peyrefittes basiert. Am Set traf der Autor den damals 12-Jährigen, und die beiden begannen eine Beziehung, welche mehr als zwei Jahrzehnte dauern sollte. Mit 16 Jahren wurde Malagnac der Privatsekretär Peyrefittes, der ihn später sogar adoptierte und große finanzielle Opfer (umgerechnet rund 1,5 Mio. €) für ihn brachte, zunächst um ihm den Start ins Geschäftsleben zu ermöglichen, dann um den wegen geschäftlicher Unvorsichtigkeiten drohenden Bankrott abzuwenden. Peyrefitte verkaufte seine wertvolle Bibliothek und Kunstsammlung, um die Schulden seines Geliebten zu begleichen. Die skandalumwitterten Umstände des Verkaufs und seine Beziehung zu Malagnac bilden den Gegenstand seines Romans Herzbube (frz. L'enfant de cœur, 1978); dieser figuriert darin unter dem Namen Astolphe.
Malagnac traf Amanda Lear 1978 in Paris und heiratete sie im April 1979 während eines USA-Aufenthalts. Er starb im Jahr 2000 an einer Rauchvergiftung beim Brand eines von ihm und seiner Ehefrau kurz zuvor erworbenen Landhauses in Saint-Étienne-du-Grès bei Avignon
– nur sechs Wochen nach Roger Peyrefittes Tod. Aufgrund des von Peyrefitte erwähnten „Selbstmord-Paktes“ (im Falle des Todes eines der beiden würde der Überlebende Selbstmord begehen) tauchten entsprechende Gerüchte auf, die jedoch nicht bewiesen werden konnten.